# 하이드 파크 온 허드슨
하이드 파크 온 허드슨(Hyde Park on Hudson)은 영국에서 제작된 로저 미첼 감독의 2012년 코미디, 드라마 영화이다. 빌 머레이 등이 주연으로 출연하였다.

## 출연

### 주연
- 빌 머레이
- 로라 리니
- 올리비아 윌리암스

### 조연
- 올리비아 콜맨
- 블레이크 릿슨
- 사뮤엘 웨스트
- 팀 벡만
- 엘레너 브론
- 엘리자베스 윌슨
- 엘리자베스 마벨
- 조나단 브리워
- 마틴 맥도우걸
- 파커 소여

## 제작진
- 프로듀서: 데이빗 오킨
- 프로듀서: 케빈 로더
- 미술: 사이몬 보울스
- 세트: 셀리아 보박
- 의상: 다이나 콜린
- 배역: 엘렌 루이스
- 배역: 게일 스티븐스